# Fabio Di Bella
Pour les articles homonymes, voir Di Bella.
Fabio Di Bella, né le 13 décembre 1978 à Pavie, est un joueur italien de basket-ball.

## Club
- 1998-2000 :  Siziano
- 2002-2005 :  Laurentana Biella
- 2005-2007 :  Virtus Bologne
- 2008 :  Olimpia Milan
- Depuis 2008 :  Juve Caserta Basket